# Sosnówka (powiat karkonoski)

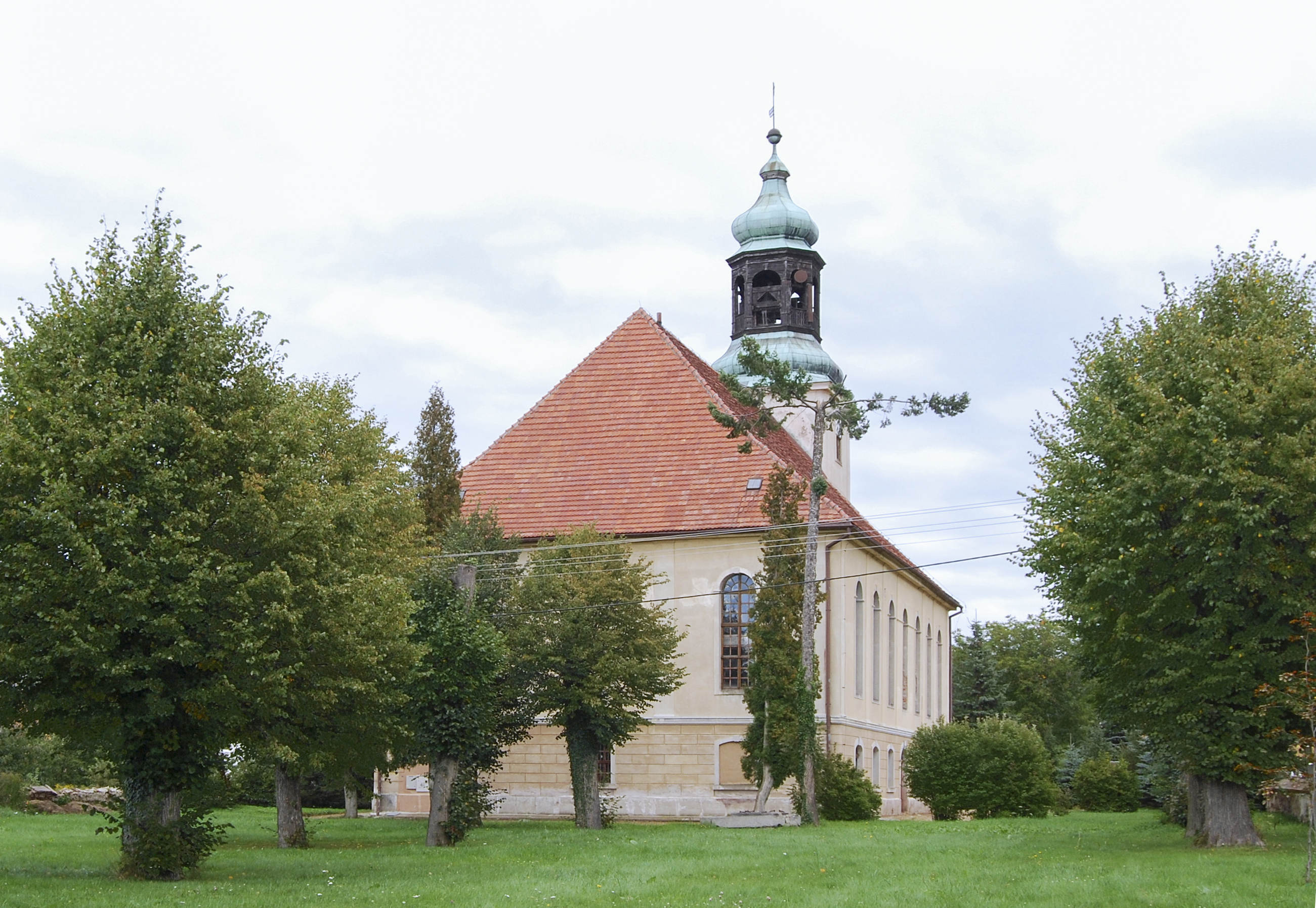
Kościół pw. Matki Boskiej Ostrobramskiej

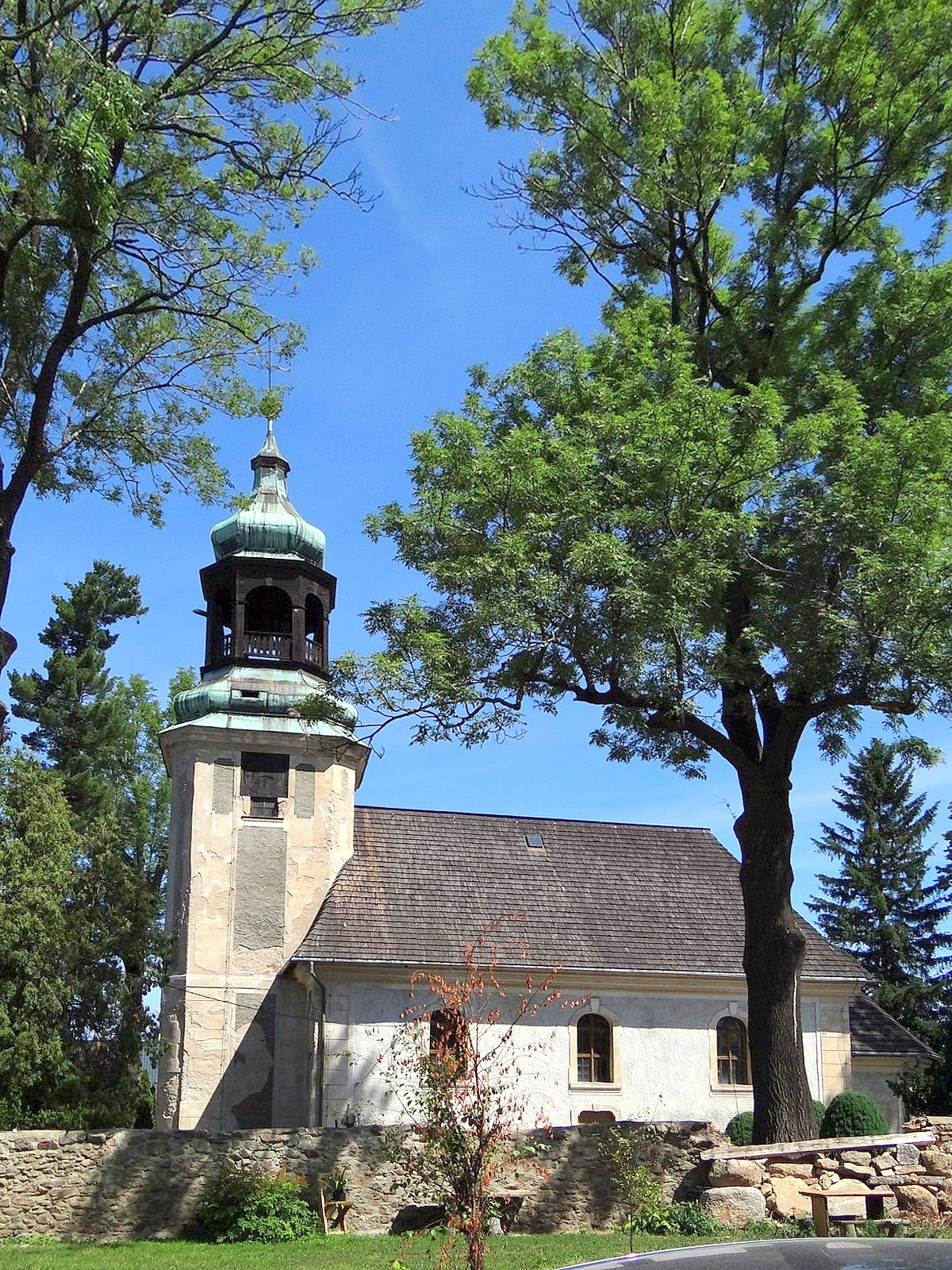
Kościół św. Marcina

Sosnówka (do 1945 niem. Seidorf, do marca 1946 Drewnica) – wieś w Polsce położona w województwie dolnośląskim, w powiecie karkonoskim, w gminie Podgórzyn.

## Położenie
Sosnówka to duża i mocno rozczłonkowana wieś łańcuchowa leżąca na pograniczu Pogórza Karkonoskiego i Kotliny Jeleniogórskiej, pomiędzy szczytami Kazalnica, Skiba i Grabowiec, na wysokości około 370–720 m n.p.m. W dolnej części Sosnówki znajduje się zbiornik wody pitnej Sosnówka.

## Podział administracyjny
| SIMC    | Nazwa      | Rodzaj    |
| ------- | ---------- | --------- |
| 1063847 | Czerwoniak | część wsi |
| 1063853 | Gajniki    | część wsi |
| 1063860 | Radzicz    | część wsi |
| 1063876 | Raszków    | część wsi |

W latach 1975–1998 miejscowość należała administracyjnie do województwa jeleniogórskiego.
Do Sosnówki należy 38 ulic, tj. m.in.: 
- Liczyrzepy,
- Jeleniogórska,
- Na skrócie,
- Jesionowa,
- Szkolna,
- Tyrolska.

## Nazwy historyczne
- 1305 Seydorf[1]
- 1383 Sendorf
- 1747 Seydorff
- 1875 Seidorf
- 1945 Drewnica
- 1946 Sosnówka

## Zabytki
W wojewódzkim rejestrze zabytków na liście zabytków wpisane są obiekty::
- kościół filialny pw. św. Marcina, z XVIII w., na cmentarzu charakterystyczny pomnik żołnierzy poległych w I wojnie światowej (z żołnierskim hełmem)
- kościół ewangelicki, obecnie rzymskokatolicki parafialny pw. Matki Boskiej Ostrobramskiej, z lat 1818–1820
- karczma, obecnie budynek usługowy, ul. Karkonoska 17, z 1834 r.
- kaplica św. Anny, z lat 1718-1719 w Sosnówce Górnej
- dom obok kaplicy św. Anny z końca XIX w. w Sosnówce Górnej

W gminnej ewidencji zabytków znajdują się budynki przy ul. Bukowej 1, 3, 4, Karkonoskiej 3, 4, 7, 9, 12, 21, 28, Liczyrzepy 1, 2, 8, 12, 13, 15, 31, 42, 43, 47, 50, 53, 58, 62, 70, 72, 76, 83, 85, 87 i 87a, Muflonowej 1, 4, 5, Ogrodowej 1, Ptasiej 2, 3, Sosnowej 4, Strumykowej 2, Św. Marcina 1, Tyrolskiej 10, 14, 16 oraz kapliczka przydrożna i stanowiska archeologiczne we wsi.

## Szlaki turystyczne
- do Przesieki
- Główny Szlak Sudecki: Przełęcz pod Śnieżką – Karpacz – Sosnówka – Mysłakowice[10]

## Turystyka
W Sosnówce znajdują się dwa luksusowe hotele, tj. Lake hill Resort & Spa oraz Seidorf Mountain Resort.